# Suzuki GSX-R 1000
Suzuki GSX-R 1000 – japoński motocykl sportowy produkowany przez firmę Suzuki od 2001 roku.

## Dane techniczne/Osiągi
Silnik: R4
Pojemność silnika: 999 cm³
Moc maksymalna: 160 KM/11500 obr./min
Maksymalny moment obrotowy: 117 Nm/8600 obr./min
Prędkość maksymalna: 312 km/h
Przyspieszenie 0-100 km/h: 2,7 s
Prędkości maksymalne na kolejnych biegach:
1. bieg 168-170 km/h
2. bieg 208-210 km/h
3. bieg 238-240 km/h
4. bieg 278-280 km/h
5. bieg 298-299 km/h
6. bieg 299-313 km/h